# Lautaro Valenti
Pour les articles homonymes, voir Valenti (homonymie).
Lautaro Valenti, né le 14 janvier 1999 à Rosario en Argentine, est un footballeur argentin qui évolue au poste de défenseur central au Parme Calcio.

## Biographie

### CA Lanús
Né à Rosario en Argentine, Lautaro Valenti est formé au CA Lanús, club avec lequel il fait ses débuts professionnels en 2019. Il joue son premier match le 7 mai 2019 contre Vélez Sarsfield. Il est titulaire et son équipe s'incline par deux buts à zéro. Valenti inscrit son premier but le 27 juillet 2019, lors d'un match de championnat face au Gimnasia y Esgrima La Plata, et les deux équipes se neutralisent ce jour-là (1-1).

### Parme Calcio
Le 26 septembre 2020, Lautaro Valenti est prêté en Italie au Parme Calcio, pour une saison avec obligation d'achat en juin 2021,. 
Il joue son premier match pour Parme le 28 octobre 2020, lors d'une rencontre de coupe d'Italie contre le Delfino Pescara 1936. Il entre en jeu à la place de Riccardo Gagliolo et son équipe s'impose par trois buts à un .
Le 1er avril 2023, lors d'un match de championnat remporté par son équipe face au Palerme FC (2-1 score final), Valenti sort sur blessure. Victime d'une rupture des ligaments croisés, sa saison 2022-2023 est dès lors terminée et il ne rejoue pas de l'année 2023 non plus,.
Lors de la saison 2023-2024, Valenti participe à la promotion de son équipe en première division, le Parme Calcio étant sacré champion de deuxième division,.

### En sélection
Le 7 juillet 2017 il est convoqué pour la première fois avec l'équipe d'Argentine des moins de 20 ans.

## Palmarès
Parma Calcio
- Championnat d'Italie de deuxième division
  - Champion en 2023-2024